# Waldmannsburg (Neustadt an der Weinstraße)
Die Waldmannsburg ist ein Bauwerk in Neustadt an der Weinstraße. Es steht unter Denkmalschutz.

## Lage
Das Gebäude befindet sich innerhalb des Stadtviertels Hambacher Höhe auf dem Nollensattel, der wiederum einen östlichen Ausläufer des Nollenkopf bildet. Es stellt eine Gesamtanlage mit Landschaftsgarten dar.

## Geschichte
Das Bauwerk wurde vor 1784 errichtet.  Benannt wurde es nach seinem Erbauer, dem pensionierten französischen Offizier Francois Ignace de Waldmann (1722–1801). Der frühere bayerische König Ludwig I. feierte dort im Jahr 1852 seinen Geburtstag. Seit 1997 steht das Gebäude leer.

## Architektur
Bei der Waldmannsburg handelt es sich um ein stattliches Wohn- und Gasthaus. Es stellt einen sechsachsigen Krüppelwalmdachbau dar. Es beinhaltet außerdem einen klassizistischen Balkonportikus, der um 1831 entstand. Eine dreiachsige Erweiterung des Gebäudes wurde 1883 vorgenommen. Hinzu kommen ein Gewölbekeller und ein Wirtschaftsgebäude. Die Verbreiterung und der Terrassenaufbau des eingeschossigen Anbaus entstand um 1906.